# 黃金町站

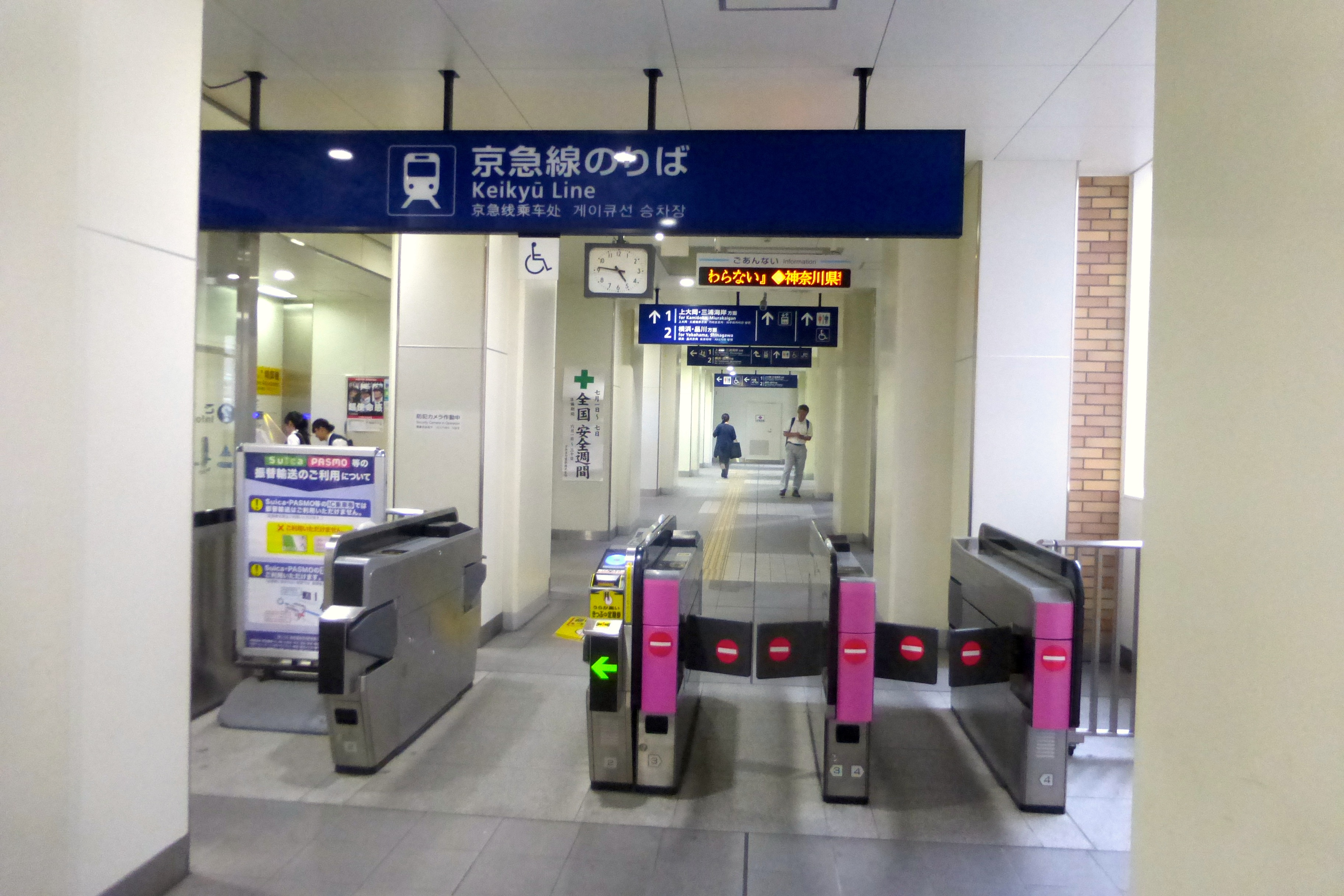
驗票閘口（2015年6月）

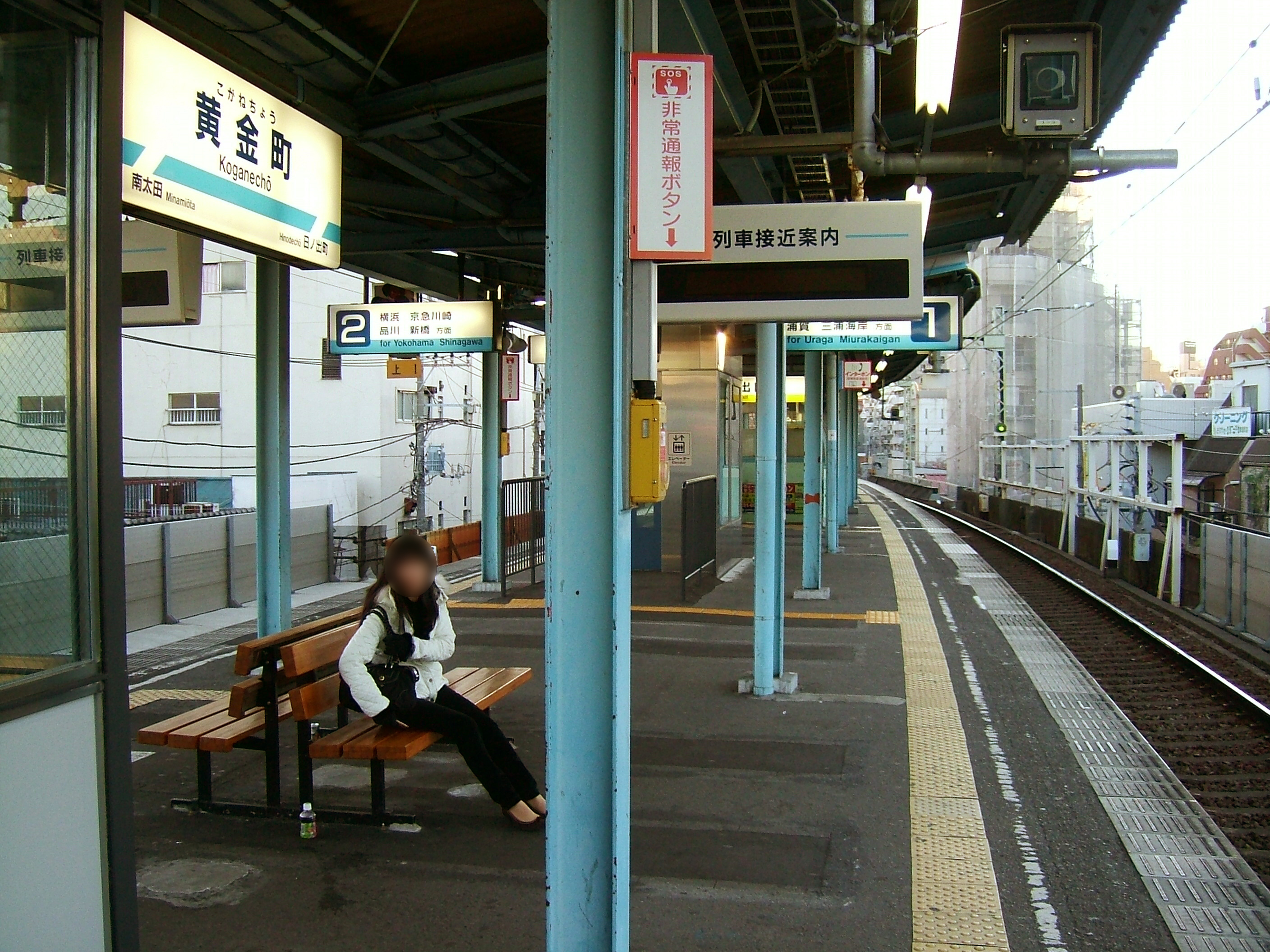
月台（2008年11月）

黃金町站（日语：／ Koganechō eki */?）是位於日本神奈川縣橫濱市南區，屬於京濱急行電鐵本線的鐵路車站。車站編號是KK40。

## 年表
- 1930年（昭和5年）4月1日 - 車站啟用。
- 1999年（平成11年）7月31日 - 改點，廢止急行，僅停靠普通列車。
- 2008年（平成20年）3月22日 - 車站改建工程動工，剪票口往浦賀側移動。同日啟用電梯與電扶梯。
- 2012年（平成24年）4月28日 - 隨著工程進行，剪票口再移往原地點。
- 2019年（令和元年）7月8日至9月16日 - 京急成立120周年及知名動漫作品《航海王》連載20周年，做為慶祝活動的一環，將站名牌增加副站名「哥爾·D·羅傑車站」（ゴール・D・ロジャー駅），並繪有航海王角色哥爾·D·羅傑。[2]

## 車站結構
本站為高架車站，月台配置為島式月台，長度對應八輛編組，同時設置2條路軌。本站過去為急行停靠站。

### 月台配置
| 月台 | 路線 | 方向 | 目的地               |
| ---- | ---- | ---- | -------------------- |
| 1    | 本線 | 下行 | 上大岡、三浦海岸方向 |
| 2    | 本線 | 上行 | 橫濱、品川方向       |

## 使用情況
2016年度1日平均上下車人次為22,246人，京急線全部72個車站當中排行第29位。
近年1日平均上下車人次與上車人次的推移如下表。
| 年度               | 1日平均 上下車人次 | 1日平均 上車人次 | 來源     |
| ------------------ | ------------------ | ---------------- | -------- |
| 1980年（昭和55年） |                    | 11,414           |          |
| 1981年（昭和56年） |                    | 11,447           |          |
| 1982年（昭和57年） |                    | 11,515           |          |
| 1983年（昭和58年） |                    | 11,393           |          |
| 1984年（昭和59年） |                    | 11,110           |          |
| 1985年（昭和60年） |                    | 11,008           |          |
| 1986年（昭和61年） |                    | 11,214           |          |
| 1987年（昭和62年） |                    | 11,169           |          |
| 1988年（昭和63年） |                    | 11,381           |          |
| 1989年（平成元年） |                    | 11,488           |          |
| 1990年（平成02年） |                    | 11,597           |          |
| 1991年（平成03年） |                    | 11,339           |          |
| 1992年（平成04年） |                    | 11,230           |          |
| 1993年（平成05年） |                    | 11,140           |          |
| 1994年（平成06年） |                    | 11,101           |          |
| 1995年（平成07年） |                    | 11,196           | [ * 1 ]  |
| 1996年（平成08年） |                    | 10,940           |          |
| 1997年（平成09年） |                    | 11,026           |          |
| 1998年（平成10年） |                    | 11,134           | [ * 2 ]  |
| 1999年（平成11年） |                    | 10,928           | [ * 3 ]  |
| 2000年（平成12年） | 21,982             | 10,791           | [ * 3 ]  |
| 2001年（平成13年） | 21,988             | 10,824           | [ * 4 ]  |
| 2002年（平成14年） | 21,857             | 10,809           | [ * 5 ]  |
| 2003年（平成15年） | 22,696             | 11,167           | [ * 6 ]  |
| 2004年（平成16年） | 22,887             | 11,297           | [ * 7 ]  |
| 2005年（平成17年） | 22,687             | 11,107           | [ * 8 ]  |
| 2006年（平成18年） | 22,902             | 11,216           | [ * 9 ]  |
| 2007年（平成19年） | 23,201             | 11,449           | [ * 10 ] |
| 2008年（平成20年） | 23,009             | 11,554           | [ * 11 ] |
| 2009年（平成21年） | 23,106             | 11,606           | [ * 12 ] |
| 2010年（平成22年） | 22,955             | 11,527           | [ * 13 ] |
| 2011年（平成23年） | 22,616             | 11,346           | [ * 14 ] |
| 2012年（平成24年） | 22,551             | 11,366           | [ * 15 ] |
| 2013年（平成25年） | 22,198             | 11,195           | [ * 16 ] |
| 2014年（平成26年） | 21,926             | 11,037           | [ * 17 ] |
| 2015年（平成27年） | 22,035             | 11,070           | [ * 18 ] |
| 2016年（平成28年） | 22,246             |                  |          |

## 車站周邊
- 黃金町（日语：黄金町）
- 東福寺
- 橫濱赤門郵便局
- 橫濱中郵便局
- 大岡川
- 國道16號
- 關東學院中學校高等學校（日语：関東学院中学校高等学校）
- 關東學院小學校（日语：関東学院小学校）
- 京急KIDS LAND黃金町保育園
- 阪東橋站 - 橫濱市營地下鐵藍線
- 伊勢佐木MALL（日语：伊勢佐木町）（西端）
- 南區綜合廳舍
- 橫濱市南區役所
- 南公會堂

### 巴士路線
可搭乘以下橫濱市營巴士、相鐵巴士、江之電巴士橫濱的巴士路線。
- 黃金町
  - 北向乘車處
    - <68> 經藤棚往橫濱站西口（市營）
    - <102> 經藤棚往橫濱站前（市營）
    - <32> 經保土谷站東口往保土谷車庫（日语：横浜市営バス保土ヶ谷営業所）前（市營）
    - <濱4> 經元久保町往橫濱站西口（相鐵）
    - <旭4> 經保土谷站東口往美立橋（相鐵）

  - 南向乘車處
    - <68、102> 經浦舟町往瀧頭（日语：横浜市営バス滝頭営業所）（市營）
    - <32、79> 經羽衣町往日本大通站縣廳前、往關內站北口（市營）

  - 東向乘車處 
    - <旭4、濱4> 經羽衣町往櫻木町站（相鐵）
    - <旭4> 經南區綜合廳舍、羽衣町往櫻木町站（相鐵）

- 初音町（黃金町巴士站北側）
  - 東向乘車處
    - 經日之出町一丁目往橫濱站（江之電）
    - <156]]> 往Pacifico橫濱、櫻站前（市營）

  - 西向乘車處
    - 經上大岡站往大船站（江之電）
    - 經上大岡站往栗木（江之電）
    - <156> 經吉野町站前往瀧頭（市營）

## 其他
過去湘南電氣鐵道曾計畫與東京橫濱電鐵（現東急東橫線）直通運轉，並取得黃金町至櫻木町的線路用地。用地開始於本站往日之出町站的左彎前方，經橫濱日之出町局至JR櫻木町站前方的國道16號線。另外，該用地最早曾規畫用在省線（現在的JR）京濱電車線至大船站的延伸計畫中。
2017年5月10日，京急宣布將延長本站的月台頂棚。

### Hiking特急的待避
過去，下行普通電車到達本站下客後，倒回轉入上行線待Hiking特急「第二房總號」通過，再轉入下行線。之後隨著Hiking特急廢止，本站也不再進行待避。

## 相鄰車站
京濱急行電鐵
 本線
□早晨翼號、□京急翼號、■快特、■快特（金澤文庫站以南為特急）、■特急、■機場急行
通過
■普通
日之出町（KK39）－黃金町（KK40）－南太田（KK41）

## 外部連結
- 黃金町站（各站資訊） - 京濱急行電鐵